# Рут Елдер
Рут Елдер (англ. Ruth Elder; 8 вересня 1902 — 9 жовтня 1977) — американська льотчиця та акторка, піонерка авіації. Перша жінка, що здійснила спробу перельоту через Атлантику.

## Біографія
Рут Елдер народилася 8 вересня 1902 року в містечку Анністон, Алабама, в родині Сари Джей Елдер.
Отримала середню освіту та відвідувала бізнес-коледж. Навесні 1927 працювала помічницею стоматолога у Лейкленді, штат Флорида.
Рут Елдлер одружувалася шість разів. Вперше з С. І. Муді, шкільним вчителем. 
У 1925 році одружилася з Лілом Вомаком (1902—1972), члном полярної експедиції Річарда Берда. Певний час вони жили в Панамі, де чоловік мав роботу. Після перельоту Елдер до Панами не повернулася. Вважаючи її публічною персоною, якій кар'єра важливіша за сім'ю, 6 вересня 1928 Вомак подав на розлучення, яке було оформлено у грудні, через те, що «вона змусила його сильно за неї хвилюватися своєю подорожжю та не поцілувала після повернення».
У 1929 році Едлер побралася із Волтером Кемпом-молодшим, директором Медісон-сквер-гарден, сином відомого тренера. Разом вони подорожували навколо світу. Розлучилися у 1932. 1933 року почала зустрічатися із Арнольдом Альбертом Ґіллеспі, артдиректором кіностудії Metro-Goldwyn-Mayer. 9 травня вони одружилися в Юмі, штат Аризона, і повернулися до Лос-Анджелесу літаком. Народила єдиного сина, Вільяма Трента Ґіллеспі, 19 лютого 1941 року. Згодом пара розлучилася. П'ятим чоловіком став Джордж К. Такері, з яким перебувала в шлюбі на початку 1950-х. Вшосте пошлюбила кінооператора Ральфа Кінга. Після трьох років шлюбу вони розлучилися. Однак згодом Елдер подзвонила Кінгові й запитала, чи не хоче він знову стати її чоловіком. Разом вони прожили до самої смерті авіаторки, загалом 21 рік спільного життя.
У літньому віці Рут Елдер страждала від емфіземи. 9 жовтня 1977 року вона мирно померла уві сні в своєму домі в Сан-Франциско, де жила з останнім чоловіком Ральфом Кінгом. «Вона була чудовою людиною, справжньою жінкою», — сказав Кінг журналістам.
Згідно з її бажанням, тіло було кремоване, а прах розвіяний з літака над мостом Золота Брама в Сан-Франциско.

## Авіторка. Акторка
У серпні 1927, за три місяці після успішного перельоту Чарльза Ліндберга через Атлантику, 25-річна Рут Елдер зробила оголошення, що намагатиметься першою серед жінок повторити його досягнення. Повідомлення було оприлюднено практично одночасно із аналогічними заявами Анни Льовенштайн-Вертгайм та Френсіс Вілсон Ґрейсон.

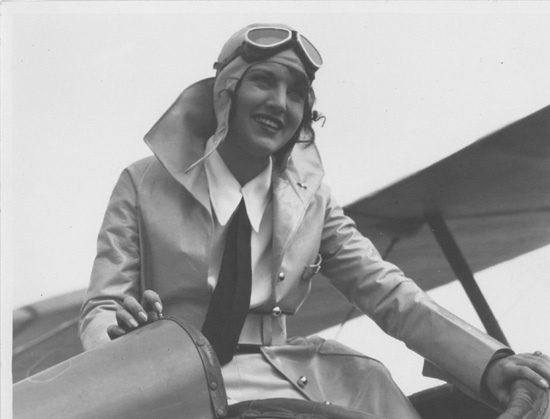
На борту літака

Оскільки Елдлер ще не мала ліцензії пілота, критики стверджували, що її заява зроблена виключно з рекламних причин і є комерційним трюком. Врешті, публічність їй дійсно була забезпечена, однак політ відбувся насправді.

О 5ː04 ранку 11 жовтня 1927 Елдер зі своїм штурманом, капітаном Джорджем Гальдеманом, злетіла з того ж аеродрому Поле Рузвельта на Лонг-Айленді в Нью-Йорку, що й Ліндберг, і спрямувала курс на Париж. Їхнім літаком був жовтий з червоним носом моноплан Stinson Detroiter, якому Елдлер дала назву «Американська дівчина». Він був заправлений 520 галонами палива, яких мало вистачити на 48 годин польоту, в той час як Ліндберг долетів за 21 годину. Два дні звісток від пілотів не було. Як казала згодом сама льотчицяː
«Можливо, моє прагнення досягти успіху затьмарило розсудливість. Погода була жахливою. Але вибір штурмана, як і вибір літака, були обміркованими. Джордж був одним з найкращих пілотів того часу».
Літаку вдалося подолати 2 623 милі. Рут Елдлер провела за штурвалом 9 годин. Зрештою, штормова погода та витік масла змусили їх сісти в море. Кілька годин вони плавали у «непотоплюваних костюмах», які захопили на випадок приводнення, після чого їх підібрав голландський танкер «Барендрехт» на північ від Азорських островів, за 350 миль від континенту. Коли їхній літак підняли на палубу, він загорівся і був вщент зруйнований. Корабель доправив пілотів до Лісабону.  
В носовій частині свого літака Елдер мала фігурку кота Фелікса, яку їй подарував Пет Салліван як талісман. Коли той дізнався, що літак згорів, він невідкладно надіслав льотчиці наступну іграшку.

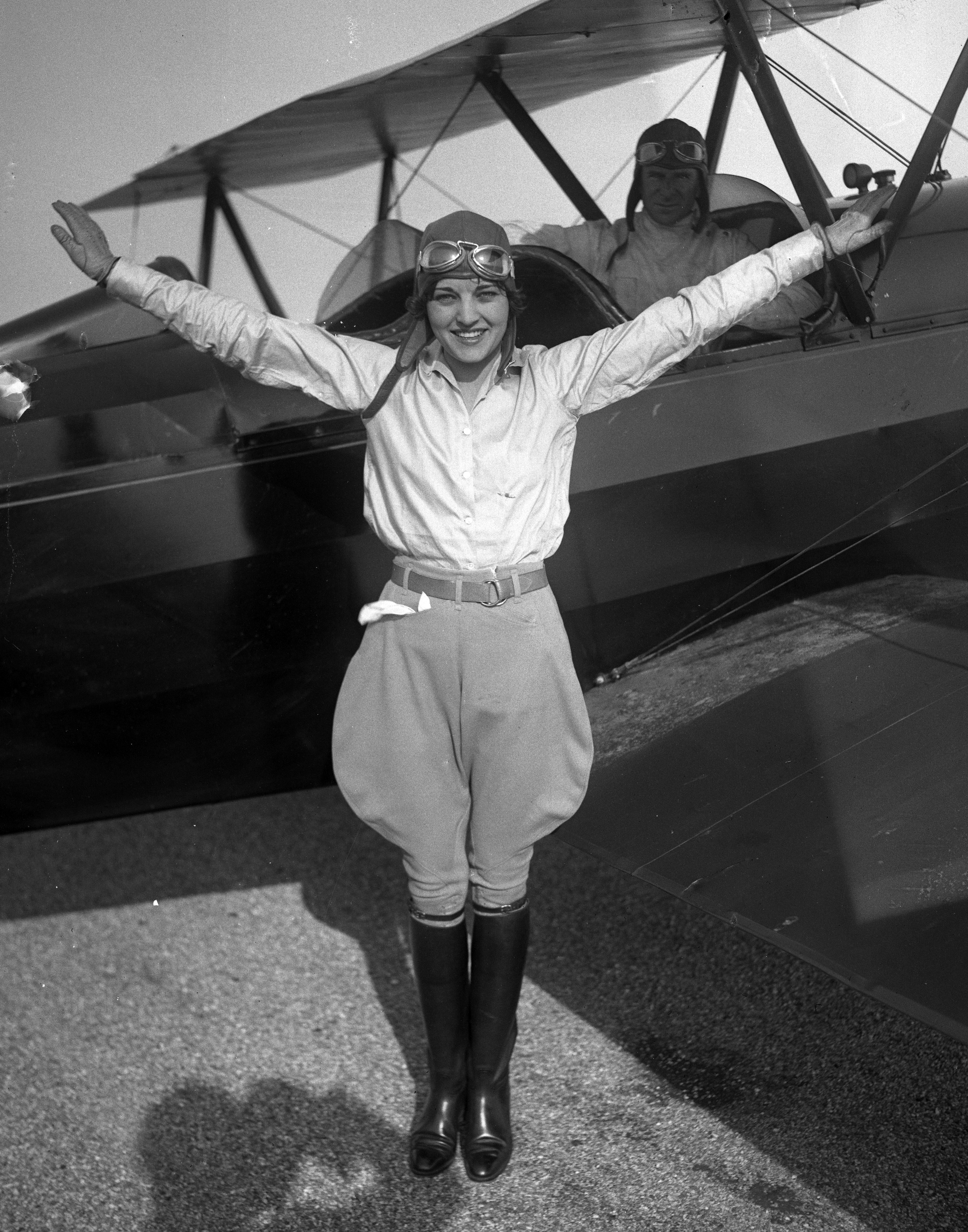
Лос-Анджелес, біля 1927

Попри невдачу, Елдер та Гальдеман стали міжнародними знаменитостями. У Парижі їх вітали як героїв. 5 листопада вони відійшли із Шербуру на лайнері «Аквітанія» до Нью-Йорку, де за 6 днів їх бурхливо зустрічав натовп, а вулицями міста на їхню честь був проведений парад зі стрічками.
Представниці жіночої організації National Woman's Party першими вітали Рут Елдер на американській землі. Поліцейський ескорт доправив авіаторів на прийом до мера міста Джиммі Волкера. Після чого Елдер як почесну гостю запросив на обід медіамагнат Вільям Рендольф Герст. 13 листопада їх запросив на ланч до Білого дому президент Калвін Кулідж. Серед гостей були також Чарльз Ліндберг, Кларенс Чемберлен та Річард Берд.
Невдовзі Loew's Vaudeville зробили для Рут Елдер 25-тижневий комерційний тур Америкою з лекціями про її спробу перетину Атлантики. За кожен тиждень виступів Елдер отримувала по 5000̩ доларів. Вона стала зіркою шоу, в той час як Гальдеманн отримував десяту частину її прибутків.
У червні 1928 вона підписала контракт для зйомок у Голлівуді в комедійному німому фільмі із Річардом Діксом. Романтична комедія «Moran of the Marines» вийшла на екрани 13 жовтня того ж року.
У серпні 1929 Елдер взяла участь у «Жіночому авіаційному дербі», в якому брали участь 20 пілотес, які мали не менше 100 годин самостійних польотів. Посіла в ньому п'яте місце.
2 листопада 1929 вона була серед 99 льотчиць, що зібралися для створення міжнародної організації пілотес задля взаємної підтримки та покращення положення льотчиць. За кількістю учасниць організація отримала назву «Дев'яносто дев'ять».
Коли в зрілому віці Елдер писала автобіографію, її запитали, чому вона хотіла бути першою жінкою, що перетнула Атлантику. На що вона відповілаː «По-перше, я хотіла бути першою. А по-друге, тому що хотіла купити вечірню сукню. Якщо хочеш сукню з Парижа, чому б не полетіти до Європи, щоб придбати їїǃ».
Рут Елдер Носила у волоссі стрічку, що викликало справжній ажіотаж у флапперок. Незабаром ці деталі гардеробу були в кожної модниці. Стиль отримав назву «Стрічка Рут».
Була знайома з чемпіонкою Америки з гольфу серед жінок Бетті Джемісон.